# Diarmuid Martin
Diarmuid Martin (ur. 8 kwietnia 1945 w Dublinie) – irlandzki duchowny katolicki, arcybiskup Dublina i prymas Irlandii w latach 2004–2020, od 2020 arcybiskup senior archidiecezji dublińskiej.

## Życiorys
Święcenia kapłańskie przyjął 25 maja 1969 i został inkardynowany do archidiecezji dublińskiej. Przez kilka lat studiował w Rzymie, zaś w latach 1973-1974 pracował jako wikariusz w Cabinteely. Od 1975 ponownie przebywał w Rzymie, gdzie odpowiadał za duszpasterstwo pielgrzymów z Dublina, zaś rok później rozpoczął pracę w Papieskiej Radzie ds. Rodziny. W 1986 został podsekretarzem Papieskiej Rady Iustitia et Pax, a w 1994 objął urząd jej sekretarza.
5 grudnia 1998 został mianowany biskupem ze stolicą tytularną Glenndálocha. Sakry biskupiej udzielił mu papież Jan Paweł II.
17 stycznia 2001 został podniesiony do rangi arcybiskupa i mianowany stałym obserwatorem Watykanu przy ONZ w Genewie.
3 maja 2003 Jan Paweł II mianował go arcybiskupem koadiutorem Dublina. Rządy diecezją przejął 26 kwietnia 2004 po przejściu na emeryturę kardynała Desmonda Connella.
29 grudnia 2020 papież Franciszek przyjął jego rezygnację z pełnionej funkcji, złożoną ze względu na wiek.
Od 2004 jest wiceprzewodniczącym Konferencji Episkopatu Irlandii. W latach 2006–2009 pełnił tę samą funkcję w Komisji Episkopatów Wspólnoty Europejskiej.